# Gazzetta TV
Gazzetta TV è stata una rete televisiva italiana del gruppo RCS MediaGroup dedicata allo sport e gestita dalla redazione de La Gazzetta dello Sport.

## Storia
Il canale ha iniziato le sue trasmissioni il 16 febbraio 2015. Trasmetteva dagli studi siti all'interno della redazione della Gazzetta dello Sport in via Rizzoli a Milano; i due studi televisivi da dove andava in onda il canale avevano anche un angolo per i collegamenti della redazione del giornale con le ultime notizie di Gazzetta TV. Il palinsesto era composto da notiziari composti da 18 edizioni quotidiane e 10 brevi notiziari di 90 secondi, approfondimenti, eventi sportivi, momenti salienti e gol delle partite di Serie A, rubriche ed altro. La rete ha trasmesso in diretta tutte le partite della Coppa America 2015 e le migliori del World Grand Prix 2015, in seguito ha acquistato i diritti della Supercoppa di Francia 2015, della Football Championship, della Capital One Cup, di Barça TV e del Brasileirão.
Sono andate in onda anche amichevoli internazionali di calcio, pallavolo e pallanuoto, e le prime partite delle qualificazioni sudamericane al campionato del mondo 2018.
Il 18 dicembre 2015 sono stati trasmessi i primi "Gazzetta Sports Awards", nei quali vengono premiati i protagonisti dell'anno sportivo.
Il 22 dicembre 2015 è stata annunciata l'imminente cessazione delle trasmissioni, avvenuta il 6 gennaio 2016. È stata sostituita da Split Tv, che trasmette repliche dei programmi precedentemente in onda su Gazzetta Tv, alternate a televendite. 

## Ascolti di Gazzetta TV

### Share 24h di Gazzetta TV
Dati Auditel relativi al giorno medio mensile sul target individui 4+.
| Anno | Gennaio | Febbraio | Marzo | Aprile | Maggio | Giugno | Luglio | Agosto | Settembre | Ottobre | Novembre | Dicembre | Media anno |
| ---- | ------- | -------- | ----- | ------ | ------ | ------ | ------ | ------ | --------- | ------- | -------- | -------- | ---------- |
| 2015 | -       | -        | -     | -      | -      | 0,14%  | 0,35%  | 0,28%  | 0,18%     | 0,16%   | 0,16%    | -        |            |

## Palinsesto
Elemento centrale del palinsesto del canale era lo sport, in particolare: calcio, ciclismo, pallavolo, basket, motori, sport invernali.
I programmi erano intervallati, ogni giorno, da quattro notiziari e dieci bollettini di 90 secondi chiamati 11 x 90 trasmessi dalle 9 alle 24. Le diciotto edizioni principali avevano durata variabile a seconda delle fasce che sono:
- Dalle 7 alle 9 con una durata di 15 minuti;
- Dalle 13 alle 15, dalle 19 alle 21 e dalle 23 alle 24 con una durata di 30 minuti.

### Programmi televisivi andati in onda
- Gazzetta News
- Gazzetta News Prima Pagina
- Gazzetta News Tuttogol
- Gazzetta News Sottorete
- Gazzetta News Sottocanestro
- Gazzetta News Giro d'Italia
- Gazzetta News CorriAmo
- Gazzetta News Extra Time
- Gazzetta News Copa America
- Gazzetta Live
- Basket Live
- Volley Live
- Calcio mercato
- Calcio mercato Night
- Calcio Night
- Bomber
- Calciomarket
- Calciatori a confronto
- Campioni a confronto
- Condò Confidential
- Diario cileno - dentro la Copa America
- Explorers: Avventure pericolose
- Extreme Fishing
- Fanta News
- Football Heroes
- Fuori Campo. I campioni a modo mio
- Gazza summer show
- Gazzatube
- Gazzetta Stories
- Gli Autogol
- Goal indimenticabili
- Il rompipallone
- Le leggende del calcio
- Le nuove forze del calcio
- Lo spogliatoio
- Momenti leggendari
- Offside
- Pazzi per i derby
- Pazzi per la pesca
- Perfection: momenti di gloria
- Rivali per sempre
- Senza Appello
- Serie A Top 5
- Sfide senza limiti
- Sognando il giro
- Sport e papere
- Sport Science
- The Speedgang - La banda dei motori
- Trionfi nello sport
- Tuttocalcio

### Eventi sportivi di cui Gazzetta TV deteneva i diritti

#### Calcio
- Copa América 2015
- Football League Championship (seconda serie del campionato di calcio inglese)
- Capital One Cup
- Brasileirão
- Qualificazioni al campionato mondiale di calcio 2018 - CONMEBOL
- Supercoppa di Francia 2015
- Barça Tv
- Amichevoli internazionali

#### Pallacanestro
- Campionato italiano di pallacanestro

#### Pallavolo
- CEV Women's European Champions League
- Serie A1 (pallavolo femminile)
- World Grand Prix 2015

##### Pallavolo da spiaggia
- European Championship Milan Masters 2015

#### Motori
- Rally di Monza (2015)

## Principali conduttori di Gazzetta TV
- Marilena Albergo
- Francesca Baraghini
- Andrea Berton
- Fabrizio Boni
- Sarah Castellana
- Paolo Condò
- Franco Dassisti
- Andrea Di Caro
- Luigi Garlando
- Michele Gazzetti
- Viviana Guglielmi
- Carlo Laudisa
- Federica Migliavacca
- Ettore Miraglia
- Nino Morici
- Patrizio Pavesi
- Dan Peterson
- Franco Piantanida
- Deborah Schirru
- Enrico Bertolino